# Thil (Meurthe-et-Moselle)
Pour les articles homonymes, voir Thil.
Thil est une commune française située en Lorraine, dans le département de Meurthe-et-Moselle, en région Grand Est.

## Géographie
Cette commune fut un village-frontière avec l'Allemagne entre 1871 et 1914. La source de l'Alzette, une des rivières importantes du Grand-Duché de Luxembourg, se trouve sur l'étang de la commune.
| Hussigny-Godbrange |      | Rédange   |
|                    | Thil | Villerupt |
| Tiercelet          |      |           |

### Ecarts et lieux-dits
- Chanenfeld, Au Katzbaum, Au Videm, Au Poteau, A la Pierre Grise.

### Hydrographie

#### Réseau hydrographique
La commune est traversée par la ligne de partage des eaux entre les bassins versants du Rhin et de la Meuse au sein du bassin Rhin-Meuse. Elle est drainée par l'Alzette,.
L'Alzette prend sa source en France dans la commune. Elle traverse les communes de Villerupt et Audun-le-Tiche. Sa longueur en France n'est que de 2,7 km. A89-0200

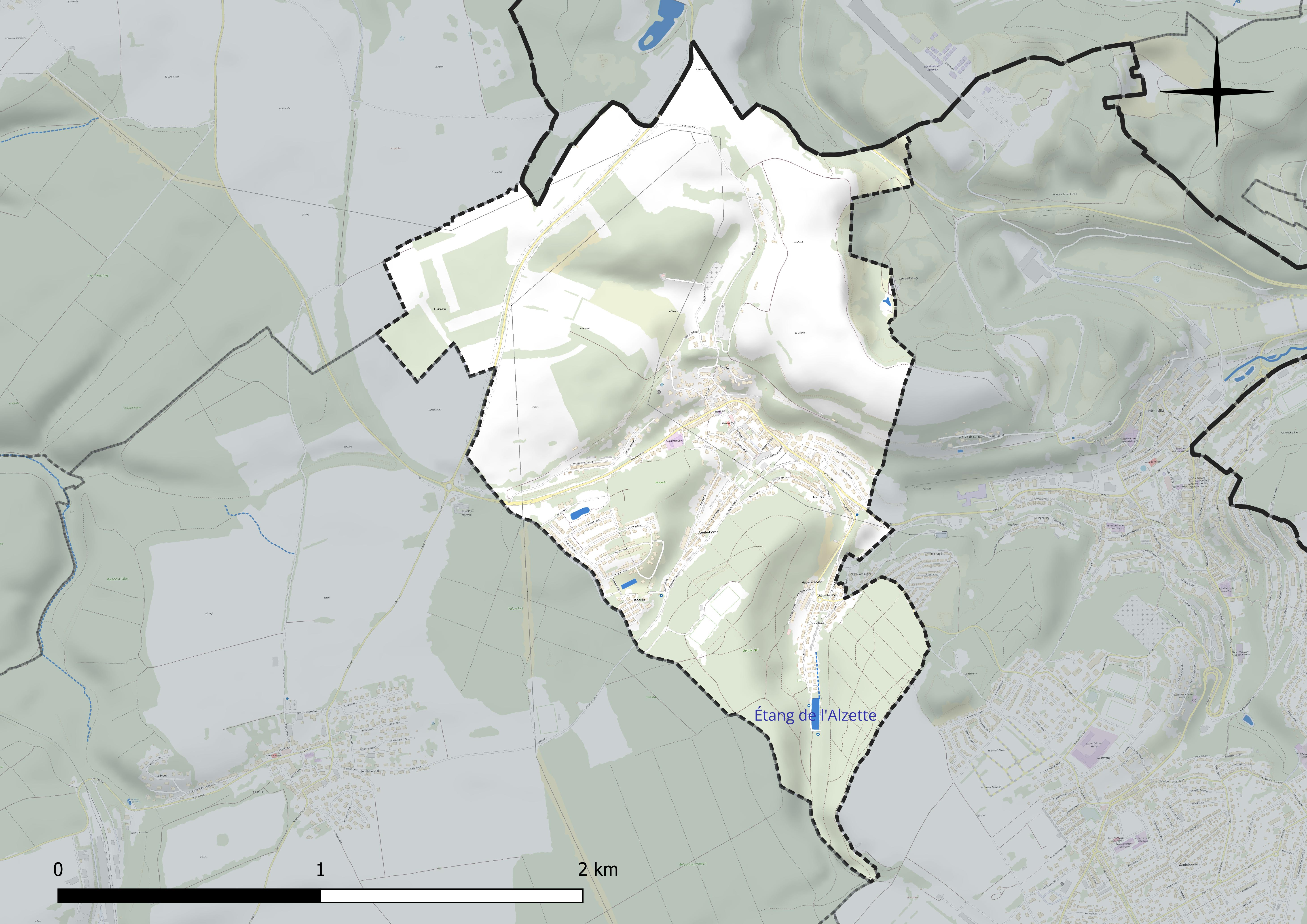
Réseau hydrographique de Thil.

Un plan d'eau complète le réseau hydrographique : l'étang de l'Alzette (0,3 ha),.

#### Gestion et qualité des eaux
Le territoire communal est couvert par le schéma d'aménagement et de gestion des eaux (SAGE) « Bassin ferrifère ». Ce document de planification concerne le périmètre des anciennes galeries des mines de fer, des aquifères et des bassins versants hydrographiques associés qui s’étend sur 2 418 km2. Les bassins versants concernés sont celui de la Chiers en amont de la confluence avec l'Othain, et ses affluents (la Crusnes, la Pienne, l'Othain), celui de l'Orne et ses affluents et celui de la Fensch, le Veymerange, la Kiesel et les parties françaises du bassin versant de l'Alzette et de ses affluents (Kaylbach, ruisseau de Volmerange). Il a été approuvé le 27 mars 2015. La structure porteuse de l'élaboration et de la mise en œuvre est la région Grand Est. 
La qualité des cours d’eau peut être consultée sur un site dédié géré par les agences de l’eau et l’Agence française pour la biodiversité. 

### Climat
Pour des articles plus généraux, voir Climat du Grand Est et Climat de Meurthe-et-Moselle.
En 2010, le climat de la commune est de type climat de montagne, selon une étude du Centre national de la recherche scientifique s'appuyant sur une série de données couvrant la période 1971-2000. En 2020, Météo-France publie une typologie des climats de la France métropolitaine dans laquelle la commune est exposée à un climat semi-continental et est dans la région climatique  Lorraine, plateau de Langres, Morvan, caractérisée par un hiver rude (1,5 °C), des vents modérés et des brouillards fréquents en automne et hiver. 
Pour la période 1971-2000, la température annuelle moyenne est de 8,7 °C, avec une amplitude thermique annuelle de 16,6 °C. Le cumul annuel moyen de précipitations est de 901 mm, avec 13,4 jours de précipitations en janvier et 9,4 jours en juillet. Pour la période 1991-2020, la température moyenne annuelle observée sur la station météorologique de Météo-France la plus proche, « Villette », sur la commune de Villette à 26 km à vol d'oiseau, est de 10,1 °C et le cumul annuel moyen de précipitations est de 909,4 mm. 
La température maximale relevée sur cette station est de 39 °C, atteinte le 25 juillet 2019 ; la température minimale est de −14,8 °C, atteinte le 20 décembre 2009,,. 
Les paramètres climatiques de la commune ont été estimés pour le milieu du siècle (2041-2070) selon différents scénarios d'émission de gaz à effet de serre à partir des nouvelles projections climatiques de référence DRIAS-2020. Ils sont consultables sur un site dédié publié par Météo-France en novembre 2022.

## Urbanisme

### Typologie
Au 1er janvier 2024, Thil est catégorisée ceinture urbaine, selon la nouvelle grille communale de densité à sept niveaux définie par l'Insee en 2022.
Elle appartient à l'unité urbaine d'Esch-sur-Alzette (LUX)-Villerupt (partie française), une agglomération internationale regroupant cinq  communes, dont elle est une commune de la banlieue,,. Par ailleurs la commune fait partie de l'aire d'attraction de Luxembourg (partie française), dont elle est une commune de la couronne,. Cette aire, qui regroupe 115 communes, est catégorisée dans les aires de 700 000 habitants ou plus (hors Paris),.

### Occupation des sols
L'occupation des sols de la commune, telle qu'elle ressort de la base de données européenne d’occupation biophysique des sols Corine Land Cover (CLC), est marquée par l'importance des territoires agricoles (51,5 % en 2018), une proportion sensiblement équivalente à celle de 1990 (52,3 %). La répartition détaillée en 2018 est la suivante : forêts (31,5 %), terres arables (28,3 %), prairies (23,2 %), zones urbanisées (13,9 %), milieux à végétation arbustive et/ou herbacée (3,1 %). L'évolution de l’occupation des sols de la commune et de ses infrastructures peut être observée sur les différentes représentations cartographiques du territoire : la carte de Cassini (XVIIIe siècle), la carte d'état-major (1820-1866) et les cartes ou photos aériennes de l'IGN pour la période actuelle (1950 à aujourd'hui).

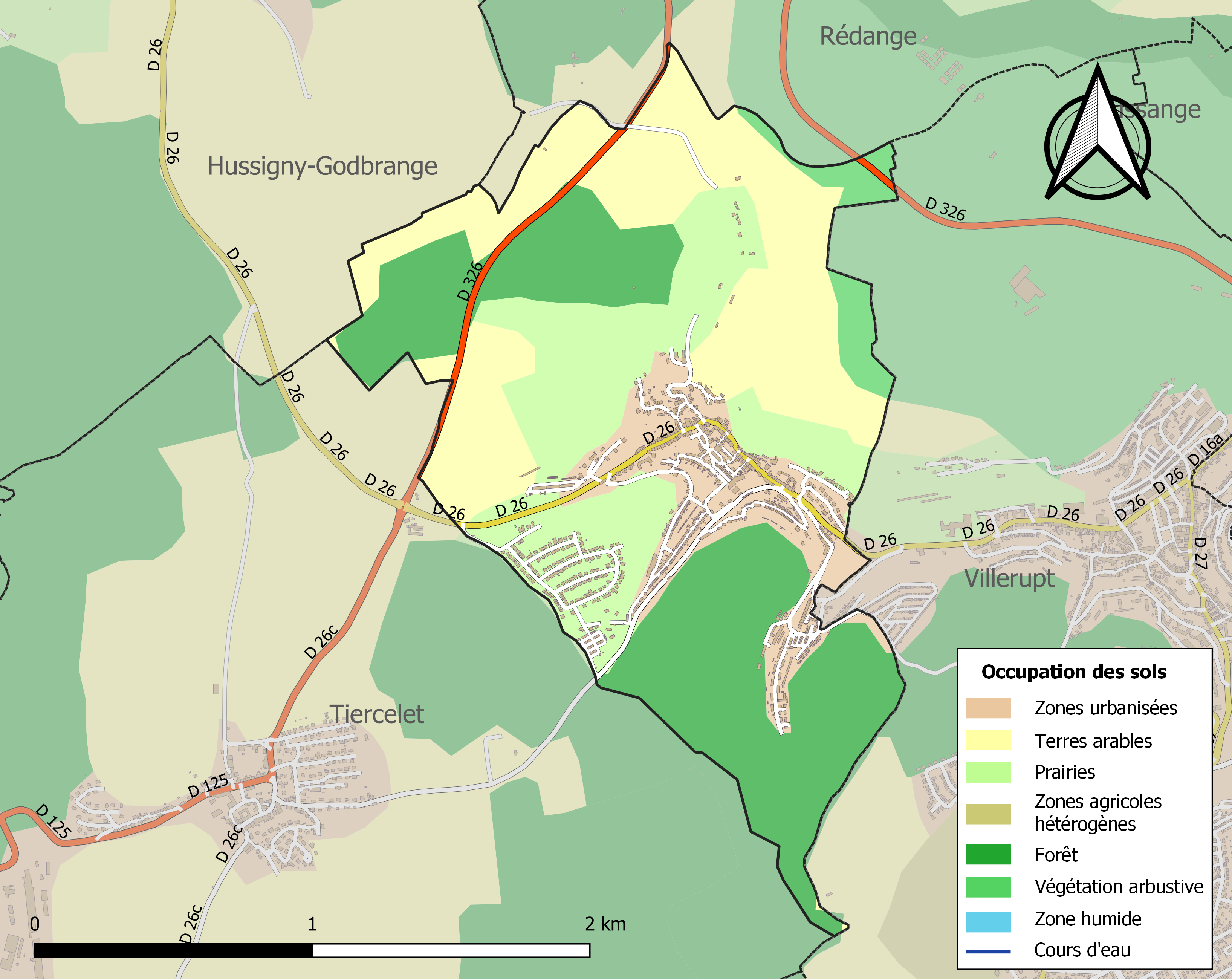
Carte des infrastructures et de l'occupation des sols de la commune en 2018 (CLC).

## Toponymie
Le nom de la localité est attesté sous les formes Tileis (1089) ; Til (1270) ; Tielle (1571) ; Thilz (1573) ; Thiel (XVIIIe siècle).

En allemand (au XVIIIe siècle - pouillé de Trèves) : Thiel.
 
En francique lorrain : Til.

Signifie peut-être « tilleul », de l'oïl teil « tilleul ».

## Histoire
Autrefois la commune fut le siège d'une cure du diocèse de Trèves (doyenné d'Arlon). 
Le village de Thil a fait partie de l'ancienne province du Barrois, dans le bailliage de Villers-la-Montagne (coutume de Saint-Mihiel).
D’après Hans Witte, à Thil, vers 1712, on parlait encore allemand.

### Villerupt et Thil restent français en 1871 grâce à un Normand
En 1871, Adolphe Thiers souhaitait donner de l'espace à la place-forte de Belfort devant rester française. Les Allemands, qui n'ignoraient pas la grande valeur du sous-sol, (et sans doute aussi l'ancienne frontière linguistique) acceptèrent à condition de récupérer à leur profit des communes en déplaçant vers l'ouest la frontière prévue lors des préliminaires de paix signés à Versailles le 26 février 1871. Les communes de Rédange, Thil, Villerupt, Aumetz, Boulange, Lommerange, Sainte-Marie-aux-Chênes, Vionville devenaient donc allemandes. L’humeur joviale d’un des négociateurs français, Augustin Pouyer-Quertier, qui plaisait à Bismarck, sauva du moins Villerupt : "... Je ne vous eusse pas obligé à devenir Français, dit-il au chancelier Bismarck, et vous me faites Allemand ! — Comment cela ?... Qui vous parle de prendre votre Normandie ?... — La chose est pourtant bien simple : je suis un des principaux actionnaires des forges de Villerupt, et vous voyez bien que, de ce côté, vous me faites Allemand. " Et Thil, comme Villerupt, resta français grâce au normand Augustin Pouyer-Quertier, ministre des Finances du gouvernement Thiers.

### Seconde Guerre mondiale

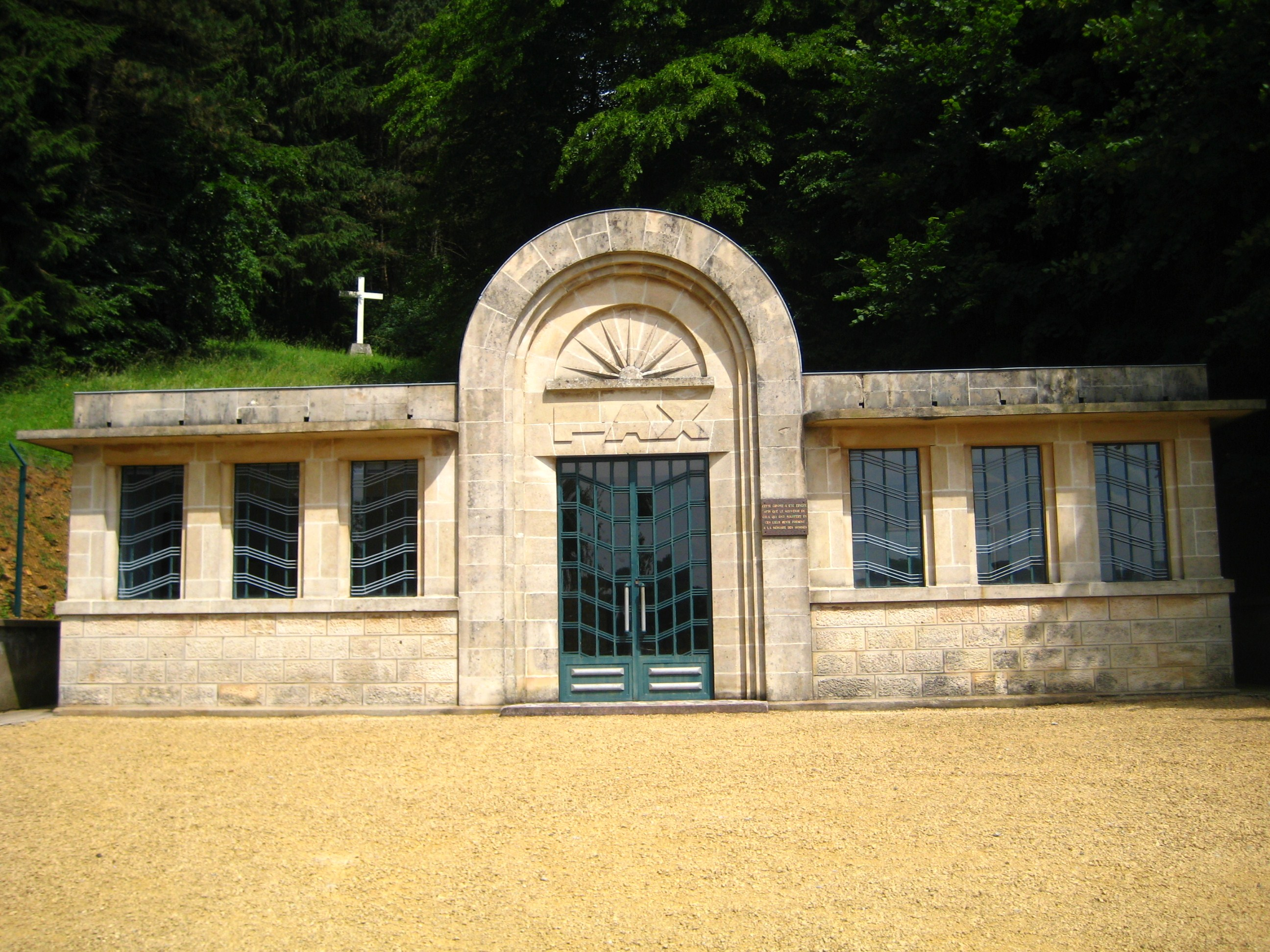
Crypte de Thil.

Pendant l'occupation par les Allemands, les mines situées sur la commune furent transformées pour abriter des ateliers de construction, dans ce qui fut appelé le camp de Thil.
La mine dans les parties de galeries existantes étaient assez grandes pour des ateliers de construction mécanique le seul travail structurel impliqué étant la pose des planchers en béton et d'une dalle de protection au plafond. Un plan de la disposition des galeries fut préparé à partir des plans fournis par les fonctionnaires français affectés à la mine. Une voie de chemin de fer à écartement standard et d'environ 1 600 m de longueur fut construite. Le tunnel fut élargi à deux endroits pour la construction des quais de chargement. Des ateliers de construction mécanique, comprenant des fraiseuses, des tours, des postes à souder et de peinture, et des galeries de stockage furent retrouvés après la guerre ainsi que divers composants de V1 tels que des sections d'aile et de fuselage ainsi que des ogives, des réservoir d'air comprimé et de nombreuses pièces non identifiées.
D'autres installations furent observées après guerre telles que des bouches d'aération, des conduites d'eau et d'air comprimé et des câbles électriques. Le courant électrique était fourni par le câble aérien à partir de Micheville mais l'usine électrique principale du secteur était à Saint-Pierre à 32 km de Thil. Aucune disposition pour l'approvisionnement d'alimentation de secours n'était utilisée. Il n'y avait pas de porte protectrice à l'entrée du tunnel mais la grande longueur du tunnel et la disposition générale des galeries dans le secteur de usine auraient considérablement réduit tous les effets de souffle dans ou à côté de l'entrée du tunnel.
L'usine, de nom de code allemand ERZ et officiellement désignée Minette AG, assurait la sous-traitance de pièces aéronautique pour l'usine Volkswagen de Fallersleben, en Basse-Saxe. La main-d'œuvre était constituée de déportés, provenant des camps de concentration nazis de Natzweiler et de Neuengamme à la suite d'une demande personnelle de Ferdinand Porsche le 4 mars 1944 au SS-Obergruppenführer Oswald Pohl, chef du WVHA,.
Il y avait un camp de concentration à Thil,essentiellement des déportés des pays de l'est mais surtout il y avait un crematorium qui est toujours visible.Ce petit village compte parmi les centaines de camp de concentration installés dans toute l'Europe par les nazis

## Politique et administration

### Liste des maires
| Période                                  | Période      | Identité         | Étiquette | Qualité                                                         |
| ---------------------------------------- | ------------ | ---------------- | --------- | --------------------------------------------------------------- |
| Les données manquantes sont à compléter. |              |                  |           |                                                                 |
| 13 mars 1977                             | 18 juin 1995 | Robert Rinaldoni | PCF       |                                                                 |
| 18 juin 1995                             | 15 mars 2020 | Annie Silvestri  | FG        | Conseillère départementale du canton de Villerupt (depuis 2015) |
| 15 mars 2020                             | En cours     | Stéphan Brusco   |           | Ancien joueur puis entraîneur de football                       |

### Jumelages
- Saint-Pierre-d'Aurillac, département de la Gironde (France) depuis 1972

## Population et société

### Démographie
L'évolution du nombre d'habitants est connue à travers les recensements de la population effectués dans la commune depuis 1793. Pour les communes de moins de 10 000 habitants, une enquête de recensement portant sur toute la population est réalisée tous les cinq ans, les populations de référence des années intermédiaires étant quant à elles estimées par interpolation ou extrapolation. Pour la commune, le premier recensement exhaustif entrant dans le cadre du nouveau dispositif a été réalisé en 2006.

En 2022, la commune comptait 2 006 habitants, en évolution de +13,21 % par rapport à 2016 (Meurthe-et-Moselle : −0,13 %, France hors Mayotte : +2,11 %).
| 1793 | 1800 | 1806 | 1841 | 1861 | 1866 | 1872 | 1876 | 1881 |
| ---- | ---- | ---- | ---- | ---- | ---- | ---- | ---- | ---- |
| 202  | 161  | 212  | 310  | 312  | 310  | 292  | 337  | 437  |

| 1886 | 1891 | 1896  | 1901  | 1906  | 1911  | 1921  | 1926  | 1931  |
| ---- | ---- | ----- | ----- | ----- | ----- | ----- | ----- | ----- |
| 706  | 728  | 1 515 | 2 069 | 2 860 | 2 450 | 1 811 | 2 490 | 3 214 |

| 1936  | 1946  | 1954  | 1962  | 1968  | 1975  | 1982  | 1990  | 1999  |
| ----- | ----- | ----- | ----- | ----- | ----- | ----- | ----- | ----- |
| 2 859 | 2 302 | 3 169 | 3 210 | 2 760 | 2 272 | 1 904 | 1 742 | 1 575 |

| 2006  | 2011  | 2016  | 2021  | 2022  | - | - | - | - |
| ----- | ----- | ----- | ----- | ----- | - | - | - | - |
| 1 616 | 1 616 | 1 772 | 1 987 | 2 006 | - | - | - | - |

## Culture locale et patrimoine

### Lieux et monuments

#### Édifices civils
- Le camp de Thil, vestiges d'un camp de travail de la Seconde Guerre mondiale, crématoire, crypte.
- Le viaduc de Thil, à proximité.

- La mine de Tiercelet. Une plaque commémorant l'évasion de 37 détenues russes le 8 mai 1944 y a été dévoilée le 6 septembre 2015. Le site a été restauré et accueille également des objets souvenirs de la mémoire sidérurgique de la région[23].

#### Édifices religieux

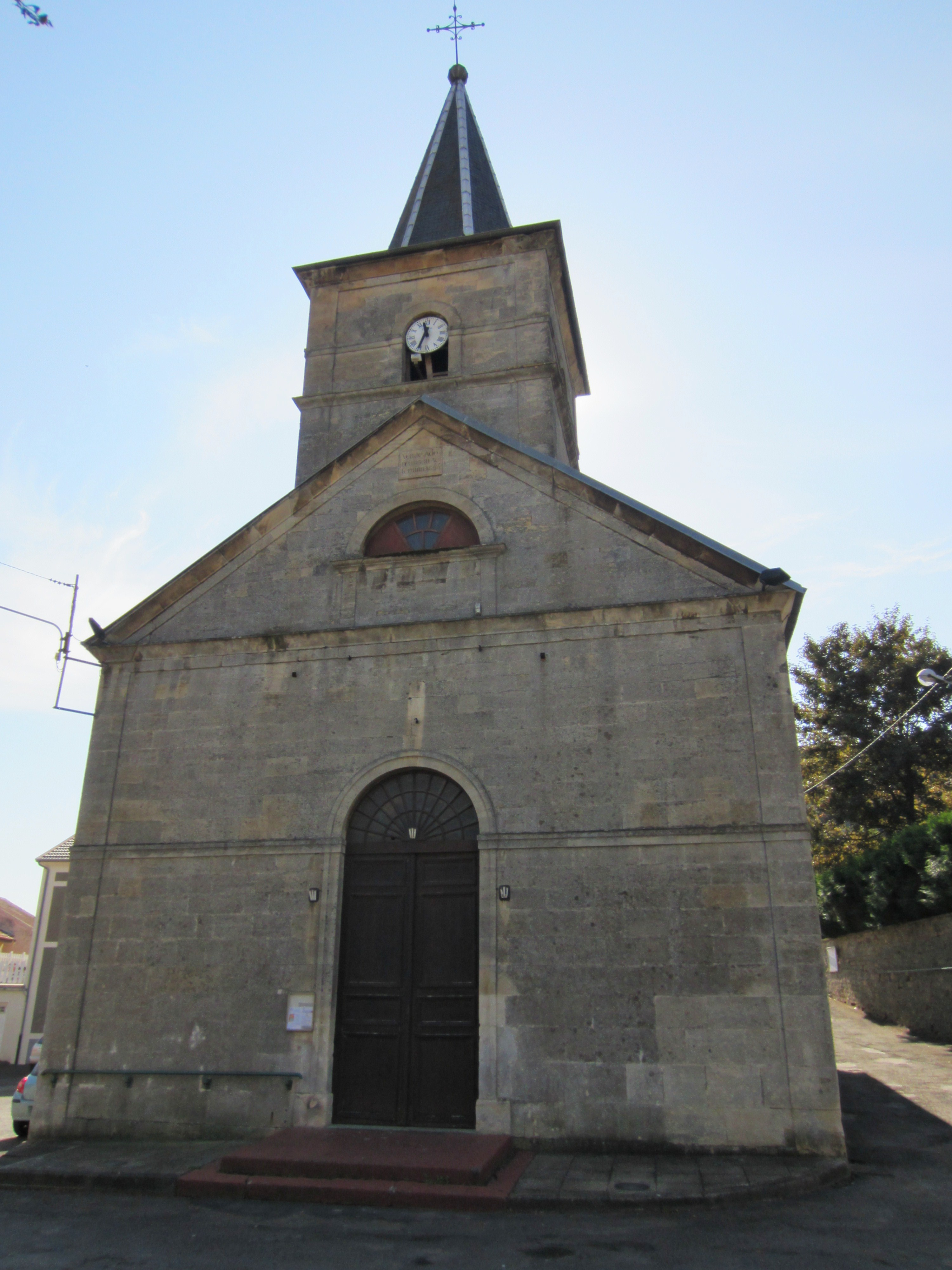
Église paroissiale de L'Assomption-de la-Vierge.

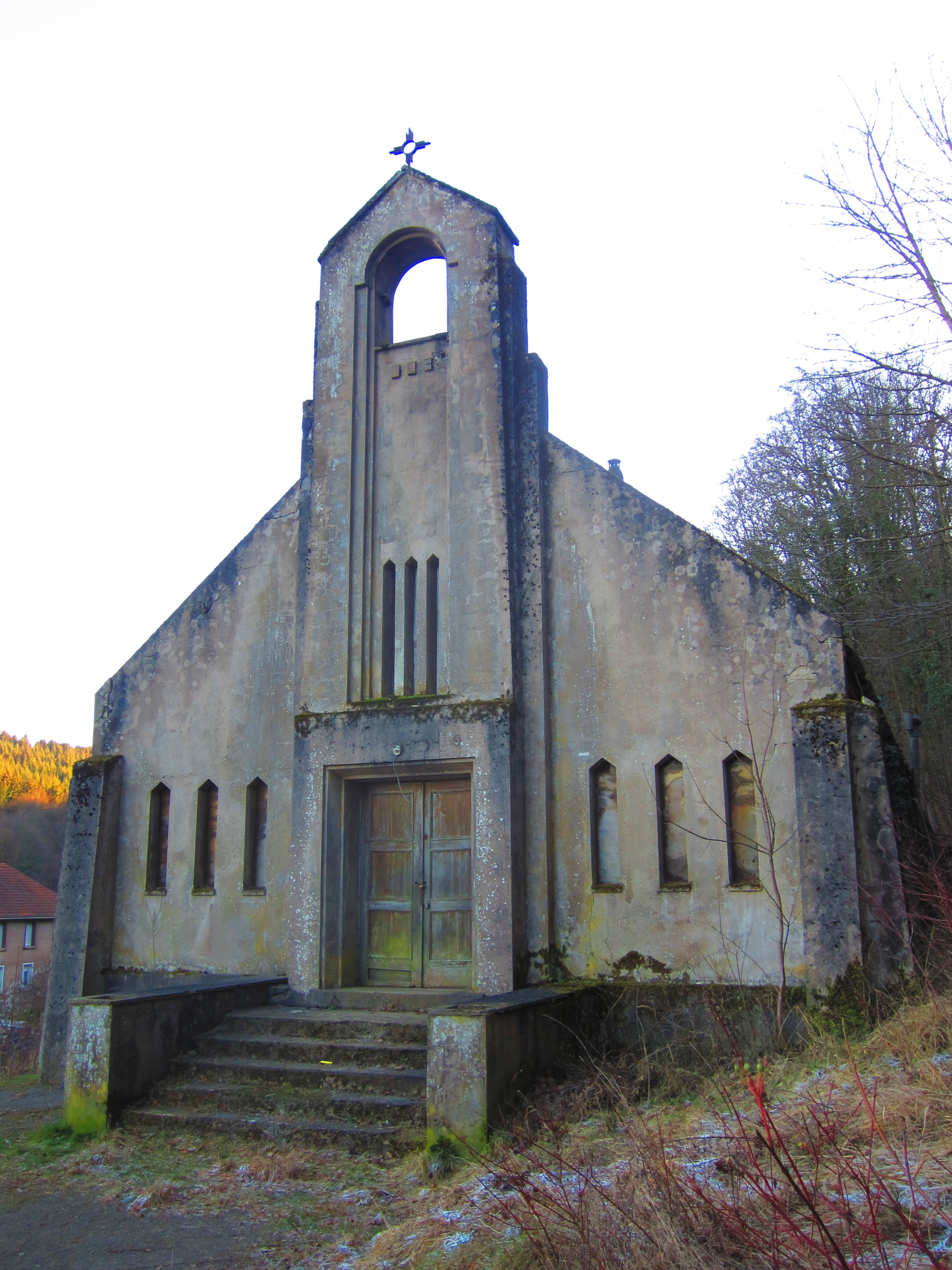
Chapelle Sainte-Claire à Sainte-Claire.

- Église paroissiale de L'Assomption-de la-Vierge (ancienne), la paroisse de Thil possédait pour elle seule une église, non documentée. Très délabrée et frappée d'interdit, située dans un endroit escarpé et dangereux, elle fut abandonnée au profit de la nouvelle église construite de 1843 à 1845 au centre du village.
- Église paroissiale de L'Assomption-de la-Vierge (nouvelle) construite de 1843 à 1845 au milieu du village, en remplacement de l'ancienne église. Façade datée 1844.
- Chapelle Sainte-Claire à Sainte-Claire.

### Personnalités liées à la commune
- Taipan, rappeur de l'équipe Bomayé Musik (label de Youssoupha).
- Frédéric Biancalani, joueur de football professionnel évoluant au FC Metz.
- Baru, né à Thil en 1947, auteur de bandes dessinées, Grand Prix de la ville d'Angoulême en 2010.

### Héraldique
| Blason de Thil | Blason  | Blasonnement : d'or à divers bras de sable issant d'divers brasier de gueules mouvant de la pointe, au chef parti d'argent à un écusson de gueules et de gueules à une croix ancrée d'argent. |
| Blason de Thil | Détails | Le bras et le brasier symbolisent l'ancien camp de concentration de Thil et son four crématoire. Le chef évoque les armes de la famille de Malberg qui donna des seigneurs à Thil. Elle portait: Écartelé aux 1 et 4 d'argent à l'écusson de gueules et aux 2 et 3 de gueules à la croix ancrée d'argent. Le statut officiel du blason reste à déterminer. |